# Pedro Martín de Moguer
Pedro Martín de Moguer. (Moguer (Huelva), finales del siglo XV – Perú, 1536). Conquistador español conocido por ser uno de los codescubridores del Lago Titicaca.

## Biografía
Pedro Martín de Moguer, también conocido como Pero de Moguer, nació en Moguer a finales del XV, se fue formando como grumete en el puerto de su villa natal, pasando a hacer las Americas con Francisco Pizarro en las batallas de Puná y Tumbes, en la fundación de San Miguel, y en la captura de Atahualpa en 1532, teniendo especial relevancia en la conquista del Imperio Inca. Su arrojo le hizo ser voluntario con otro conciudadano (Diego García de Alfaro) para ir a Cuzco a cobrar el oro prometido por Atahualpa para su rescate, acompañado por un sastre y un maestre de navío. Martín de Moguer y sus compañeros, que entraron en la ciudad sagrada adorados como dioses (por ser identificados como tales según las viejas profecías incas), aprovecharon esta circunstancia para tomar posesión de la ciudad en nombre de Carlos I de España y, abusando de su veneración, robar el oro de la Coricancha (el templo más importante de los incas). 
Pero la acción que lo fijaría en la historia de las exploraciones de América fue el codescubrimiento del Lago Titicaca. En diciembre de 1533, recibiendo las órdenes de Pizarro, partió desde Cuzco con Diego de Agüero para indagar sobre la laguna del Collao y su isla Titicaca, sus corrientes, vientos, y demás características, según su óptica de mareante. Partieron a caballo de Cusco hacia el camino de Collasuyo, pasando por Urcos, Checacupe, Tinta y Ayaviri, para finalmente llegar al gran lago sagrado de los Incas y "tomar posesión de él" en nombre de los Reyes de España.
En compensación por los servicios prestados, el gobernador, lo hizo vecino de Cusco, asignándole los "indios de Canas", y un solar en Hatun Cancha. Pedro Martín de Moguer murió en 1536 a manos de sus indios asignados. La historiografía actual plantea que la represión ordenada por su muerte fue el germen de la rebelión de Manco Inca, el mayor enfrentamiento militar en la conquista de Perú.